# Alfredo Roque Gameiro

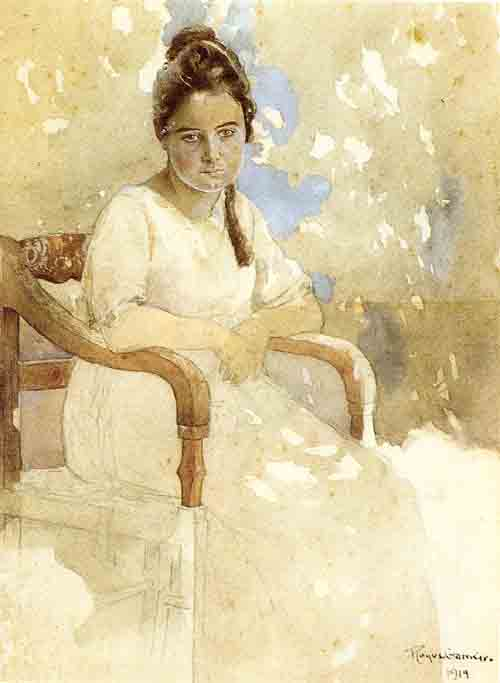
Retrato da filha, Màmía.

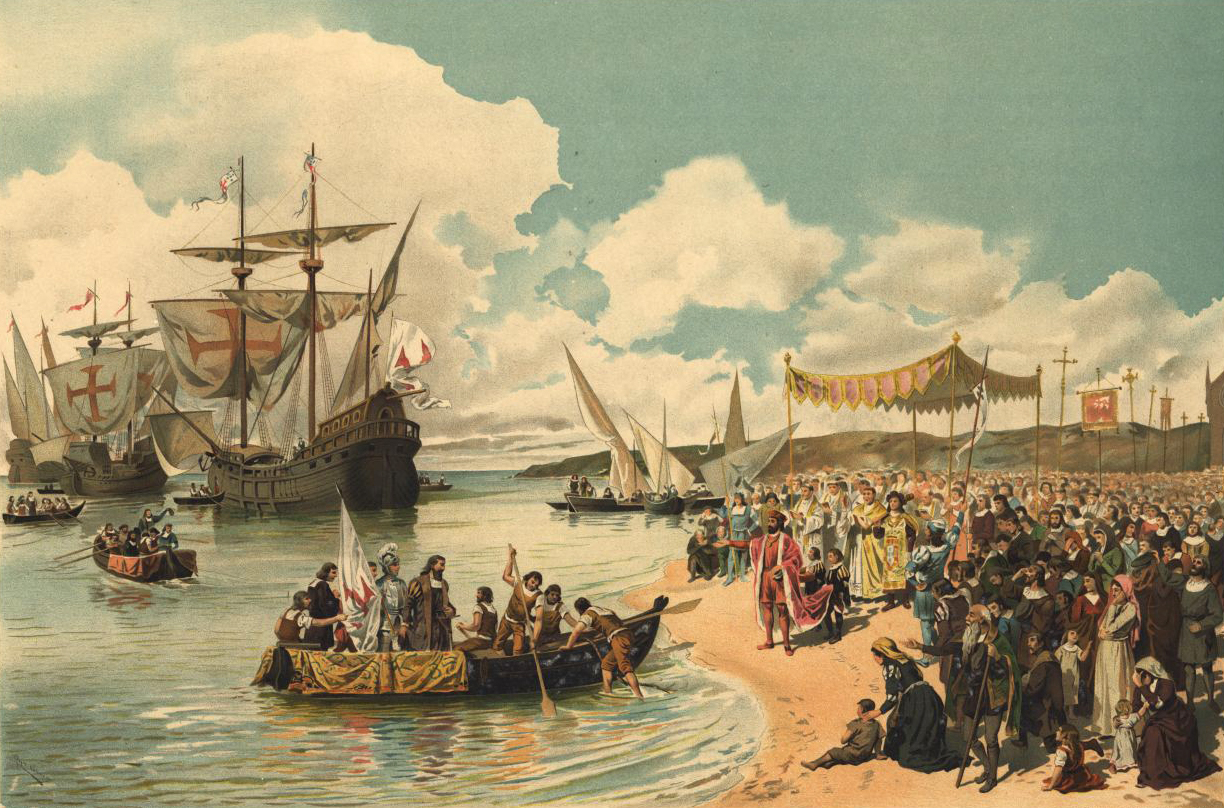
A partida de Vasco da Gama para a Índia em 1497

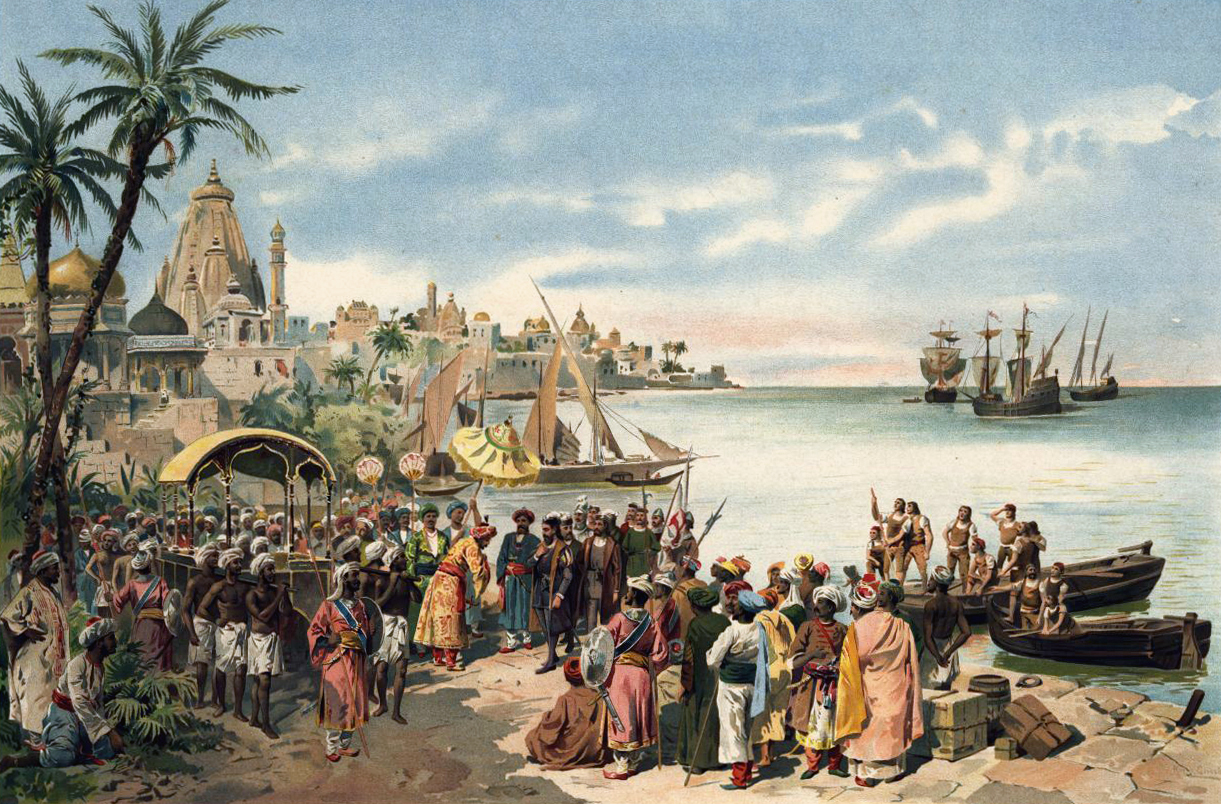
A chegada de Vasco da Gama a Calecute em 1498

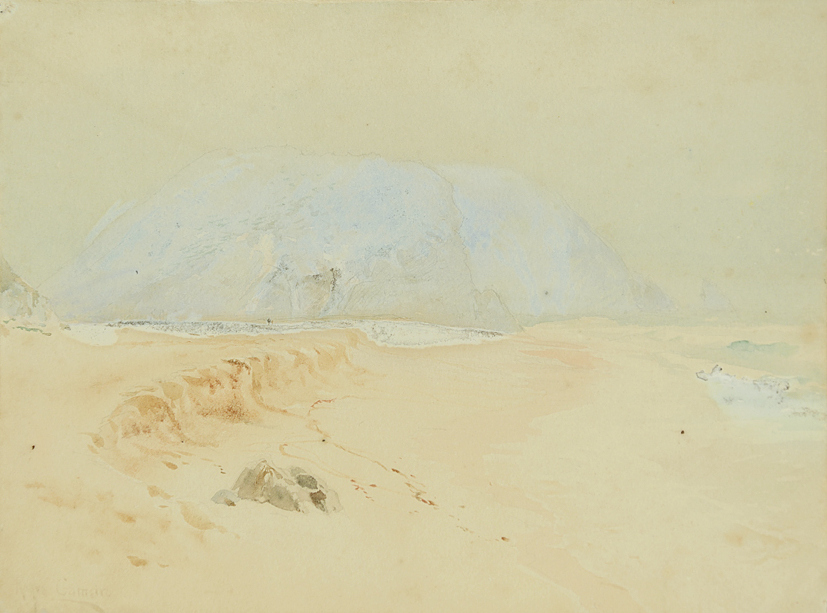
Praia da Adraga

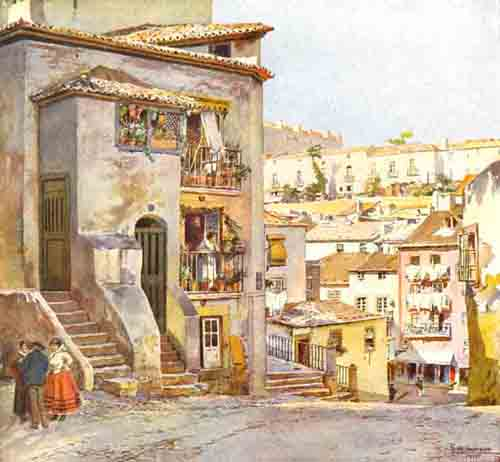
Casa no Largo do Menino Deus

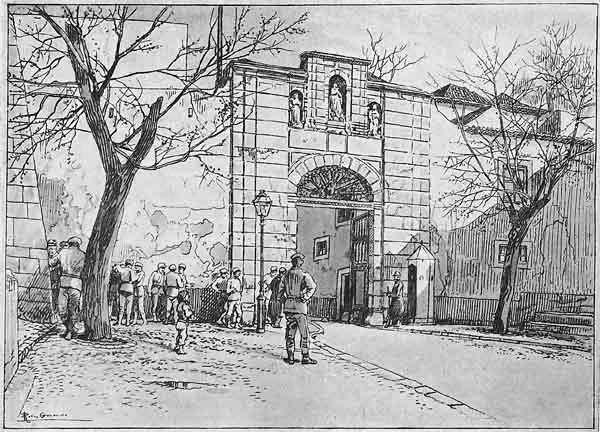
Porta d’Armas do Quartel da Cova da Moura, em Lisboa

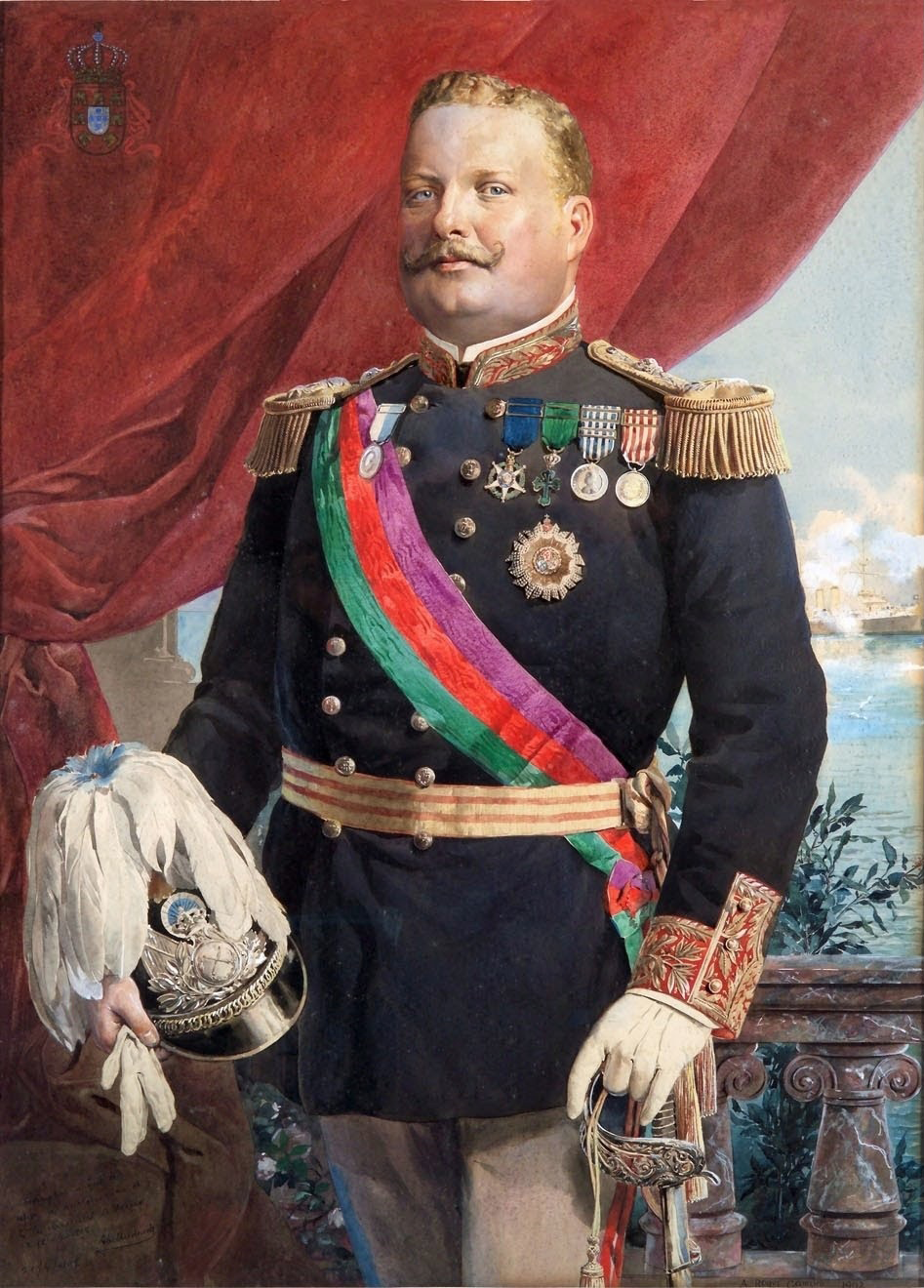
Retrato do El-Rei Carlos I por Alfredo Roque Gameiro

Alfredo Roque Gameiro (Minde, Porto de Mós, 4 de abril de 1864 – Benfica, Lisboa, 5 de agosto de 1935) foi um pintor e desenhador português, especializado na arte da aguarela. 

## Biografia
Filho de Manuel Roque Gameiro, um proprietário local conhecido como "Migança", e de sua segunda mulher Ana de Jesus e Silva, ambos naturais de Minde, que então pertencia ao concelho de Porto de Mós (atualmente Alcanena). Era neto paterno de Joaquim Gameiro e de sua mulher Maria de São Bernardo.
Estudou na Academia de Belas Artes de Lisboa, onde foi aluno de Manuel Maria de Macedo, José Simões de Almeida e Enrique Casanova. Frequentou também a Escola de Artes e Ofícios de Leipzig, como bolseiro do Governo português, onde estudou litografia com Ludwig Nieper. De regresso a Portugal, em 1886, dirigiu a Companhia Nacional Editora.
A 14 de abril de 1888, casou na igreja paroquial do Sacramento, em Lisboa, com Maria da Assunção de Carvalho Forte (Pena, Lisboa, c. 1872 – ?), filha de José da Conceição Forte e de sua mulher Guilhermina Eugénia de Carvalho.
Em 1894 foi nomeado professor na Escola Industrial do Príncipe Real. Com o seu nome existem três instituições em Portugal, duas delas na Amadora: a Escola Roque Gameiro (2.º e 3.º ciclo do Ensino Básico) e a "Casa Roque Gameiro" residência do artista e da família (actualmente espaço de exposições do município); a outra existe em Minde, sua terra Natal: o Centro de Artes e Ofícios Roque Gameiro, que inclui o Museu de Aguarela Roque Gameiro. A maioria das suas obras encontra-se no acervo do Museu de Minde (obras pertencentes ao museu e obras de familiares e da Fundação Gulbenkian em depósito).
Tem colaboração artística em diversas publicações periódicas: em 1884 o seu nome surge no periódico Lisboa creche: jornal miniatura; seguem-se o jornal humorístico A Comédia Portuguesa, começado a editar em 1888, o semanário Branco e Negro (1896–1898) e as revistas Brasil-Portugal (1899–1914), Serões (1901–1911), Atlântida (1915–1920) e Arte e Vida (1904–1906). Ilustrou, juntamente com Manuel de Macedo (1839–1915), a Grande edição illustrada de Os Lusíadas, publicada em Lisboa, pela Empreza da História de Portugal, em 1900.
Morreu a 5 de agosto de 1935, vítima de uremia, no Hospital da Cruz Vermelha Portuguesa, freguesia de Benfica, em Lisboa. Foi sepultado no Cemitério dos Prazeres.

## Família de Artistas
Roque Gameiro não deixou apenas uma vasta colecção de obras; deixou também uma família de artistas. Todos os seus cinco filhos foram importantes artistas por direito próprio: 
- Raquel Roque Gameiro Ottolini (1889–1970) foi uma reconhecida aguarelista e recebeu inúmeros prémios, incluindo a Medalha de Honra da S.N.B.A.
- Manuel Roque Gameiro (1891–1944) trabalhou com diversos materiais, destacando-se na aguarela.
- Helena Roque Gameiro (1895–1984) é conhecida pelas suas aguarelas de paisagens. Aos 14 anos de idade já ajudava o pai a ministrar um curso de pintura no seu ateliê. Casou com o realizador de cinema Leitão de Barros (1896–1967).
- Maria Emília (Màmia) Roque Gameiro (1901–1996) pintava a aguarela, guache e óleo. Em 1926, casou-se com o pintor Jaime Martins Barata (1899–1970).
- Ruy Roque Gameiro (1906–1935) morreu relativamente jovem, mas era já um escultor reconhecido, com obras em Portugal e Moçambique.

## Obra conhecida
Na colecção do Museu do Chiado:
- Praia das Maçãs
- Provando o jantar
- Nazaré
- Castelo de S. Julião

No Museu da Cidade de Lisboa:
- Rua do Arco do Marquês de Alegrete - Lisboa

No Museu de Arte Contemporânea de Madrid:
- Ribeira da Praia das Maçãs

No Museu Grão Vasco
- Arribas do Mar

Na Biblioteca-Museu Almeida Moreira:
- Quadro de figura

Na Colecção da família do artista:
- Retrato da Mãe do Artista (1904)
- Retrato da Mulher do Artista
- Praia da Adraga (1916)
- Bailarico saloio
- Saloio de colares

Outras:
- Mar (1916)
- Gruta marinha (1917)
- Fortaleza das Berlengas (1924)
- Forte da Nazaré (1924)
- Praia do Cavalo (1916)
- Foz – Nazaré (1923)
- Mar depois da chuva
- Cova do Sono (Berlengas, 1924)
- Chegada das naus
- Lisboa do século XVI
- Carlos I de Portugal

Obras ilustradas:
- Álbum de Costumes Portugueses (1888)
- Retalhinhos, de Eduardo Coelho Junior (1888)
- De braço dado, do Conde de Sabugosa e B. de Pindella (1894)
- Contos e Histórias, da Empresa do Jornal O Século (1897)
- Guerreiro e Monje (1898)
- História de Portugal, popular e ilustrada, da Empreza da História de Portugal (1899)
- Portugal Vinícola, de Cincinnato da Costa (1900)
- As Pupilas do Senhor Reitor, de Júlio Diniz (1900)
- Descoberta do Brasil, de Faustino da Fonseca (1900)
- A Sereia, de Camilo Castelo Branco (1900)
- Os Lusíadas, de Luís de Camões (1900)
- História das Toiradas, de Eduardo de Noronha (1900)
- Mysterios da inquisição, de Gomes da Silva, com Manuel de Macedo (1900)
- História Geral dos Jesuítas, de Tomás Lino D'Assumpção (1901)
- Portugal pittoresco e illustrado, de Alfredo Mesquita (1903)
- Leonor Telles, de Marcelino Mesquita, com Manuel de Macedo (1903)
- Obras completas de Almeida Garret (1904)
- A Ambição de um Rei, de Eduardo de Noronha (1904)
- O Rabbi da Galileia, de Augusto de Lacerda (1904)
- Da minha Terra: figuras gradas, de José Queiroz (1909)
- A Árvore, de Delfim de Guimarães (1910)
- A máscara d'um actor: Cabeças d'expressão, de Azevedo Neves (1914)
- Quadros da História de Portugal, de Chagas Franco e João Soares, com Alberto de Sousa (1917)
- História da Colonização Portuguesa do Brasil, de Carlos Malheiro Dias (1921)
- História do Palácio Nacional de Queluz, de António Caldeira Pires - Afonso de Ornelas (1924)
- Lisboa Velha, com prefácio de Afonso Lopes Vieira (1925): 100 imagens
- O Romance das Ilhas encantadas, de Jaime Cortesão (1926)
- Livro das cortesãs, de Albino Forjaz Sampaio e Bento Mântua (1929) - 1 ilustração: "A Severa"
- A Morgadinha dos Canaviais, de Júlio Diniz (1930)
- Os costumes antigos / Portugal de algum dia, de Gustavo de Matos Sequeira (1933)
- Oscar e Amanda, de Regina Rocha, com Alfredo de Morais
- Bocage
- O Reinado Venturoso, de Artur Lobo d'Ávila
- Os amores do Príncipe Perfeito, de Artur Lobo d'Ávila

## Prémios
- Medalha de Honra de Mérito Municipal (Lisboa)
- 3.ª medalha na 1.ª Exposição do grémio Artístico
- 1.ª medalha em aguarela e em desenho no Grémio Artístico (1897–1898)
- Medalha de honra na Sociedade Nacional de Belas-Artes (1910)
- Medalha de ouro do Salon de Paris (1900)
- Grand prix, na Exposição Internacional do Rio de Janeiro (1908)
- Medalha de honra de 1.ª classe na Exposição Internacional Comemorativa da Independência do Brasil.
- Eleito membro da Real Academia de Belas-Artes de S. Fernando, de Madrid (1923)